# Victrix frigidalis
Victrix frigidalis là một loài bướm đêm trong họ Noctuidae.